# بخش اوپوچتسکی
بخش اوپوچتسکی (به لاتین: Opochetsky District) یک منطقهٔ مسکونی در روسیه است که در استان پسکوف واقع شده‌است.